# Three (EP)
Pour les articles homonymes, voir Three.
Albums de U2
Boy
(1980)
Three, également connu sous le nom de U2 3, est le tout premier EP du groupe de rock irlandais U2, publié en Irlande le 26 septembre 1979 sous le label CBS. Enregistré aux studios Windmill Lane à Dublin du 4 au 5 août 1979, il est produit par l'ex-journaliste Chas de Whalley et le groupe. Deux des trois chansons de l'EP (Out of Control et Stories for Boys) se retrouveront sur Boy, premier album du groupe en 1980. 

## Contexte

### Les débuts de U2
C'est le 25 septembre 1976 que quatre adolescents de Dublin décident de tenter leur chance. Paul Hewson (chant, alias Bono Vox), David Evans (guitare, alias The Edge), Adam Clayton (basse) et Larry Mullen Junior (batterie), fondateur symbolique du groupe, officient d'abord sous le nom de Feedback et apprennent à jouer à coup de reprises de classiques des Rolling Stones et des Beach Boys. L'année suivante, Feedback devient The Hype et écrit son premier morceau, un certain Wednesday Afternoon. En 1978, rebaptisé U2, les quatre irlandais remportent un tremplin qui leur offre la chance d'enregistrer deux singles pour CBS Irlande, et surtout rencontrent Paul McGuinness, qui va devenir manager et véritable cinquième membre du groupe.

### Premières chansons en 1978
Un an avant Three, U2 entre déjà en studio. En avril 1978, leur première session d’enregistrement aux Keystone Studios de Dublin avec Jackie Hayden, représentant du label CBS Records, est un échec. Sur huit ou dix chansons prévues, seul le morceau Inside Out est écrit selon les souvenirs d'Adam Clayton. Par contre, le 1er novembre 1978, une deuxième bande démo, produite par l'ancien bassiste des Horslips Barry Devlin, a un peu plus de succès. Elle est composée de trois titres d'influences punk et post-punk : The Fool, Street Missions et Shadows and Tall Tree, morceau qui sera retravaillé et inclus dans l'album Boy en 1980. À la fin de cette séance d'enregistrement, Barry Devlin dit au manager du groupe Paul McGuinness : « Ils sont sûrs d'eux-mêmes, intelligents et drôles. Ensemble, ils possèdent une vraie alchimie. Tu vas avoir du succès dans toute l'Angleterre avec ce groupe ». En février 1979, U2 a une troisième session de démo où ils enregistrent une autre série de chansons, dont Live on a Distant Planet et les versions de  Twilight et d'Another Time, Another Place qui se retrouveront elles aussi dans Boy.

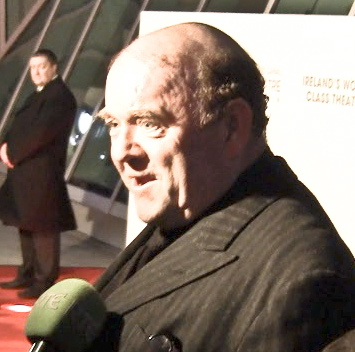
Paul McGuinness, manager de U2 depuis 1978.

## Caractéristiques artistiques

### Contenu deThree
Ce 33 tours, enregistré aux studios Windmill Lane à Dublin en août 1979 et publié chez CBS un mois après, est constitué de trois titres à l'énergie presque punk-rock. Sur la face A, se trouve la version démo de Out of Control, choisie à cet emplacement par un vote des auditeurs lors d'une émission présentée par Dave Fanning sur la RTÉ. Sur la face B, figurent la version démo de Stories for Boys et la chanson Boy-Girl. Out of Control et Stories for Boys se retrouveront un an plus tard dans Boy, premier album de U2, mais dans des versions mieux travaillées.

### Pochettes
Les pochettes du vinyle et de la cassette audio présentent Peter Rowen, le petit frère de l'ami et voisin de Bono, Guggi, membre des Virgin Prunes. Une participation obtenue en échange d’une poignée de barres chocolatées. Peter sera également plus tard en couverture des albums Boy, War et de la compilation The Best of 1980-1990. Sa photographie apparaîtra aussi sur la pochette des singles I Will Follow, New Year's Day, Two Hearts Beat as One, Sunday Bloody Sunday et  Sweetest Thing.

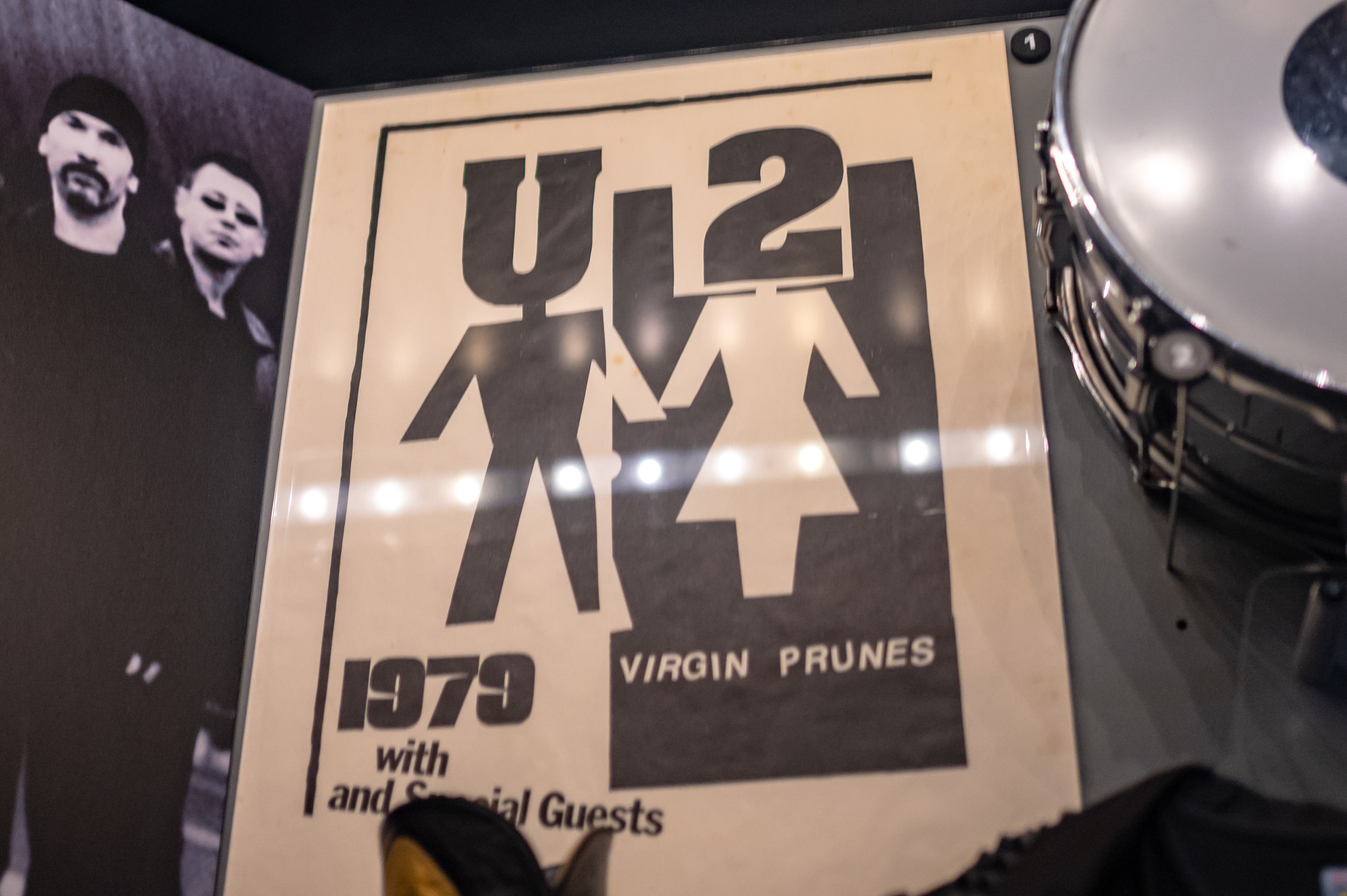
Affiche de concert de U2 et des Virgin Prunes en 1979.

## Publication et rééditions
Three est édité en quantité limitée. Les mille exemplaires sont numérotés à la main par le directeur de CBS, Jackie Hayden. Il atteint la 19e place dans les charts irlandais à sa sortie à l'automne 1979. L'EP sera réédité plusieurs fois par la suite. Il est maintenant un collector. On peut retrouver les versions originales de Three dans la réédition de l'album Boy en deuxième CD, sorti en 2008. En novembre 2019, Three est réédité en 17 000 exemplaires lors du Black Friday pour commémorer le 40e anniversaire de sa sortie originale.

## Irish Tour
Concert au Dandelion Car Park, à Dublin, le 11 août 1979. Setlist : Out of Control - The Speed Of Life - In Your Hand - The Fool - Concentration Cramp - Another Time, Another Place - Stories For Boys - Shadows And Tall Trees - Cartoon World - Alone In The Light - Street Mission - Black Dog/Judith - Boy-Girl. 
Concert au Cork Opera House, à Cork, le 5 octobre 1979. Setlist : Stories For Boys - The Speed Of Life - Cartoon World - The King's New Clothes - Inside Out - Another Time, Another Place - Boy-Girl - Out of Control - Glag To See You Go (2 fois).

## U2-3 Tour
Le U2-3 Tour est une tournée de U2 qui a eu lieu du 1er décembre 1979 à Londres au 12 mai 1980 à Sligo en Irlande pour soutenir leur premier EP, Three. Il y aura au total 25 concerts dans deux pays européens : le Royaume-Uni et l'Irlande.

## Liste des titres
Toutes les paroles sont écrites par Bono, toute la musique est composée par U2.
| 1. | Out of Control | 3:58 |

| 1. | Stories for Boys | 2:39 |
| 2. | Boy–Girl         | 3:21 |

## Crédits
- Bono – chant principal, guitare
- The Edge – guitare, choriste
- Adam Clayton – guitare basse
- Larry Mullen, Jr. – batterie
- U2 et Chas de Whalley – production